# 馬盧什卡
51°9′17″N 26°35′31″E / 51.15472°N 26.59194°E
馬盧什卡（烏克蘭語：Малушка），是烏克蘭西北部的村莊，隸屬里夫內州的里夫內區。該村始建於1900年，面積0.45平方公里，海拔高度170米，2001年人口806，人口密度每平方公里1,544.4人。